# شذی حسون
شذی حسون (عربی: شذی أمجد حسون الشمری؛ زادهٔ ۳ مارس ۱۹۸۰) موسیقی‌دان عرب با اصالت عراقی و مراکشی است.